# Vejce

Podrobný popis vejce v podélném řezu:
1. skořápka
2. vnější papírová blána
3. vnitřní papírová blána
4. poutko
5. vnější řídký bílek
6. hustý bílek
7. žloutková blána
8. výživný žloutek
9. zárodečný terčík (tvořivý žloutek + zárodek)
10. tmavý (žlutý) žloutek
11. světlý žloutek
12. vnitřní řídký bílek
13. poutko
14. vzduchová komůrka
15. kutikula

Vejce je vaječná buňka plazů, ptáků a vejcorodých savců. Jeho základními strukturálními složkami jsou žloutek, bílek a ochranný obal. Vejce vzniká v těle samice z samičí pohlavní buňky. Oplozené vejce obsahuje namístě zárodečného terčíku zárodek a veškerou výživu pro další embryonální vývoj nového jedince. Zárodky ve vejcích se vyvíjejí po snůšce mimo tělo matky ve vhodném prostředí až do vylíhnutí. U vejcoživorodých k tomu dochází v těle matky a mláďata se líhnou těsně před snůškou (porodem), v jejím průběhu nebo vzápětí. Vzhled vajec je různorodý a jejich obsah je chráněn pevnějším obalem. Vápenitému ochrannému obalu vejce se říká skořápka.
Vejce jsou také vyhledávanou potravou některých zvířat a lidí. Lidé konzumují zejména vejce slepičí. Charakteristický oválný tvar slepičího vejce se stal estetickým pojmem a symbolem.
Oologie je věda, zabývající se studiem vajec, zejména ptačích.

## Význam vajec domácí drůbeže
Základní význam vajec domácí drůbeže je v první řadě biologický, tj. zajistit reprodukci daného druhu. Protože k vývoji nového jedince dochází mimo tělo matky, obsahuje vejce všechny důležité výživné složky nezbytné pro vývoj nového organismu. Zatímco vejce krůt, kachen a hus jsou produkována hlavně pro účely reprodukční, tj. slouží jako vejce násadová, slepičí vejce slouží také jako vejce konzumní a mohou být součástí lidské výživy. Vejce mají vysoký obsah plnohodnotných bílkovin (obsahují všechny aminokyseliny pro člověka nezbytné a to v poměru, který je nejpříznivější ze všech běžných potravin). Vejce dále obsahují tuky, vitamíny a minerální látky. 
Kromě přímé spotřeby vajec jako potraviny se vejce (vaječná hmota, bílek, žloutek) využívají jako surovina v různých odvětvích potravinářského (pekařství, cukrářství, výroba trvanlivého pečiva, těstovin, masných výrobků aj.) i nepotravinářského průmyslu (farmaceutický, kožedělný, textilní, chemický, fotografický, sklářský aj.). Neméně významné je využití vajec v humánní i veterinární medicíně (výroba očkovacích látek, ředidlo semene při inseminaci apod.).
Jakost konzumních vajec je dána souhrnem jejich vnějších a vnitřních vlastností. Vnější (technologická) hodnota konzumních vajec je určována hmotností (velikostí), tvarem, podílem jednotlivých částí vejce a kvalitou vaječné skořápky. Podíl jednotlivých částí vejce (žloutek, bílek a skořápka) je ovlivňován druhem a plemenem drůbeže, velikostí vejce, počtem snesených vajec a individuálními vlastnostmi nosnic. Vnitřní (nutriční) hodnota konzumních vajec jako potraviny je dána obsahem živin, jejich stravitelností, chutí a vůní.

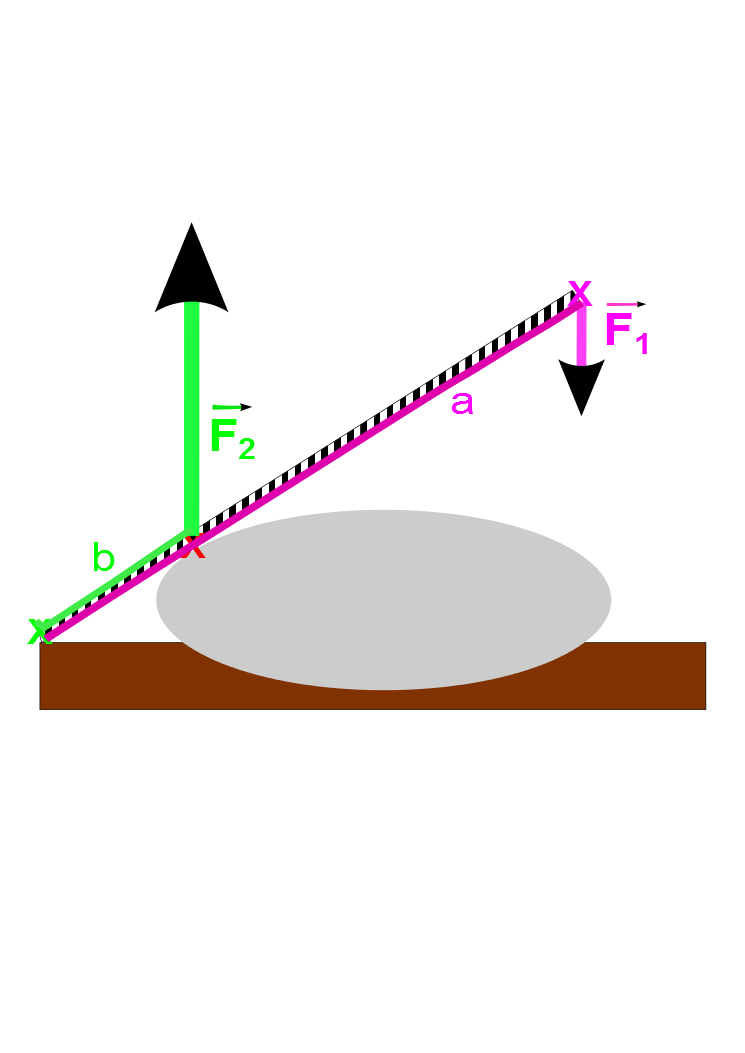
Kráječ vajec

## Vzhled ptačího vejce
| Hmotnost          | 58,0 g           | Delší obvod         | 15,7 cm  |
| Dlouhá osa        | 5,7 cm           | Kratší obvod        | 13,5 cm  |
| Krátká osa        | 4,2 cm           | Objem               | 53,0 cm3 |
| Index tvaru       | 1,36             | Povrch              | 68,0 cm2 |
| Bílek: index min. | 80               | Výška vzd. komůrky  | 4 mm     |
| výška             | 4,64 mm          | Tloušťka skořápky   | 0,3 mm   |
| šířka             | 5,2 cm           | Počet pórů          | 10 000   |
| délka             | 6,4 cm           | Žloutek: index min. | 0,48     |
| Žloutek:barva     | sytě oranžová    | výška               | 16 mm    |
| hodnocení         | 8–10 st. LaRoche | šířka               | 3,4 cm   |

### Tvar
Ptačí vejce má zpravidla oválný tvar, na jedné straně vytvářející ostřejší vrchol (špičku). Některá vejce se ovšem od tohoto tvaru poněkud odlišují. Vejce ptáků, hnízdících na útesech, například alkounů, mají relativně výraznou špičku, takže jejich tvar připomíná kužel. Je to z toho důvodu, aby se vejce neskutálela, nýbrž se pouze otáčela na místě. Naopak ptáci žijící v dutinách, mívají vejce kulovitá.

Tvar vejce
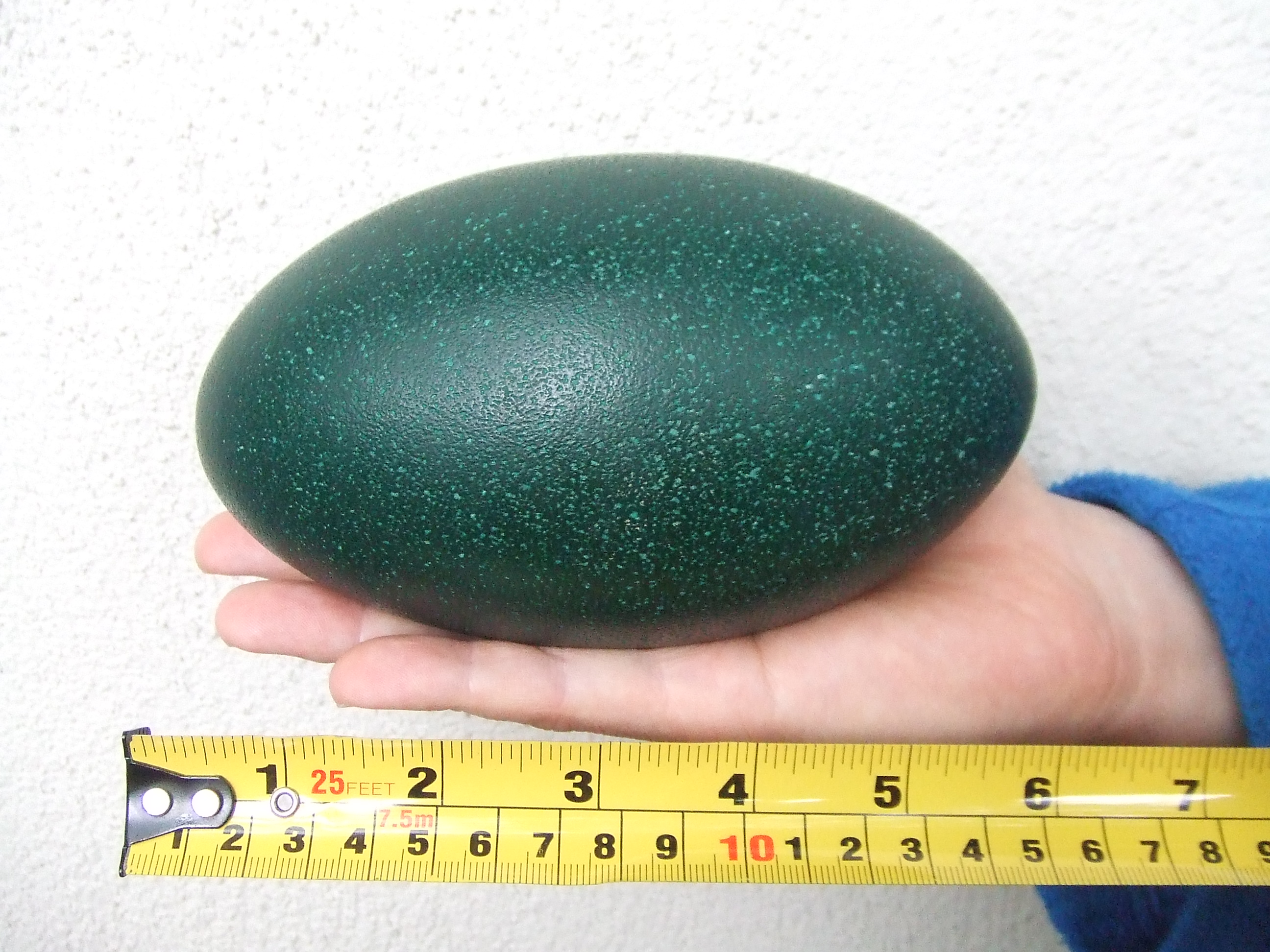
Podlouhlé vejce ptáka emu
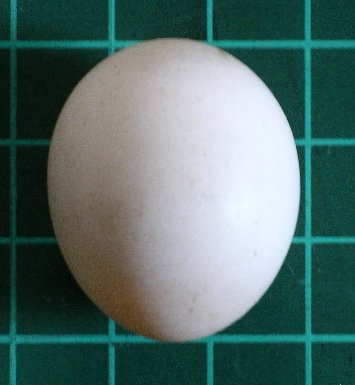
Kulovité vejce papouška senegalského
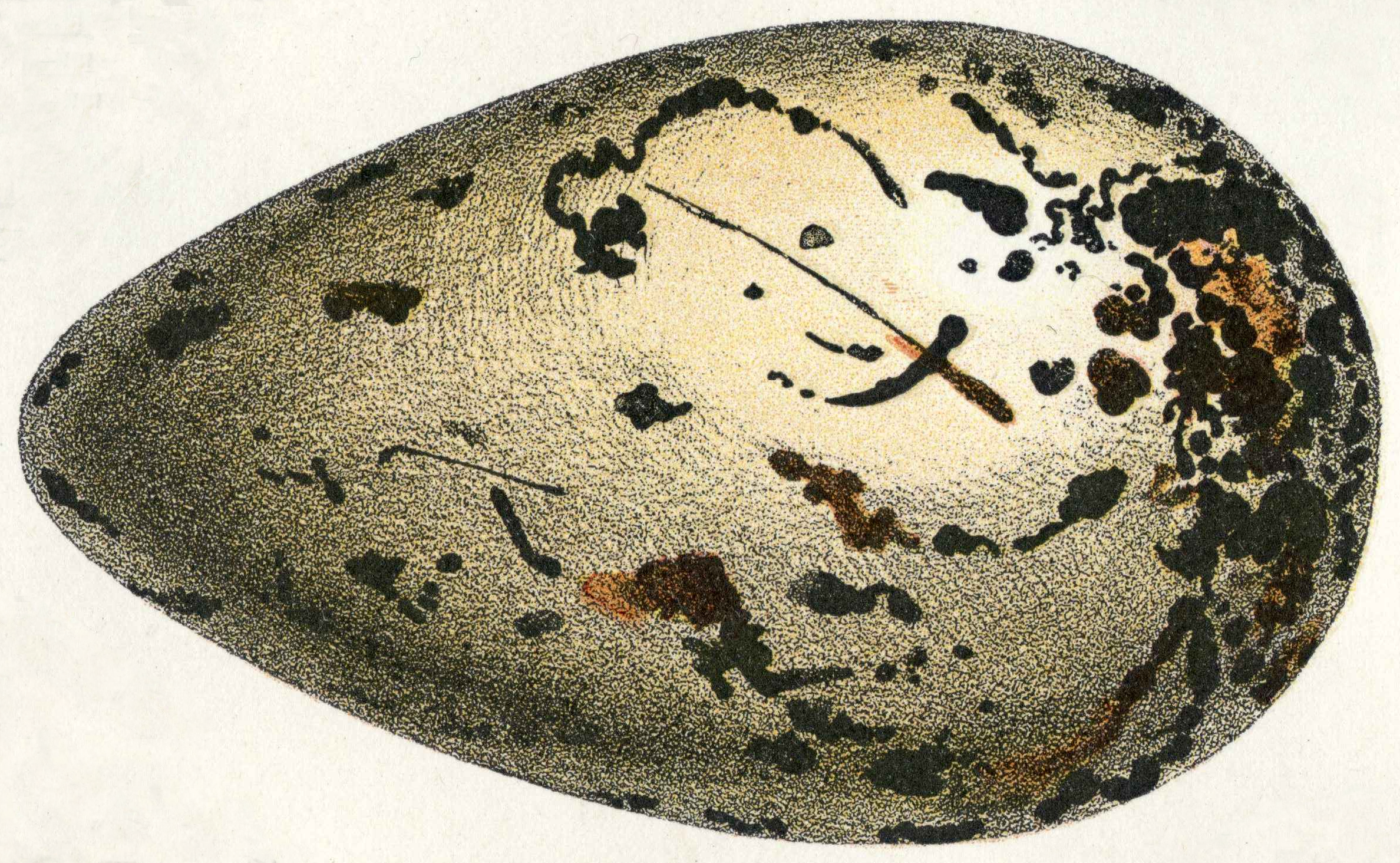
Zašpičatělé vejce (vyhynulé) alky velké

Z pohledu matematiky je stále výzvou stanovení rovnice křivky popisující tvar vejce . Existuje však víceméně univerzální rovnice.

### Velikost

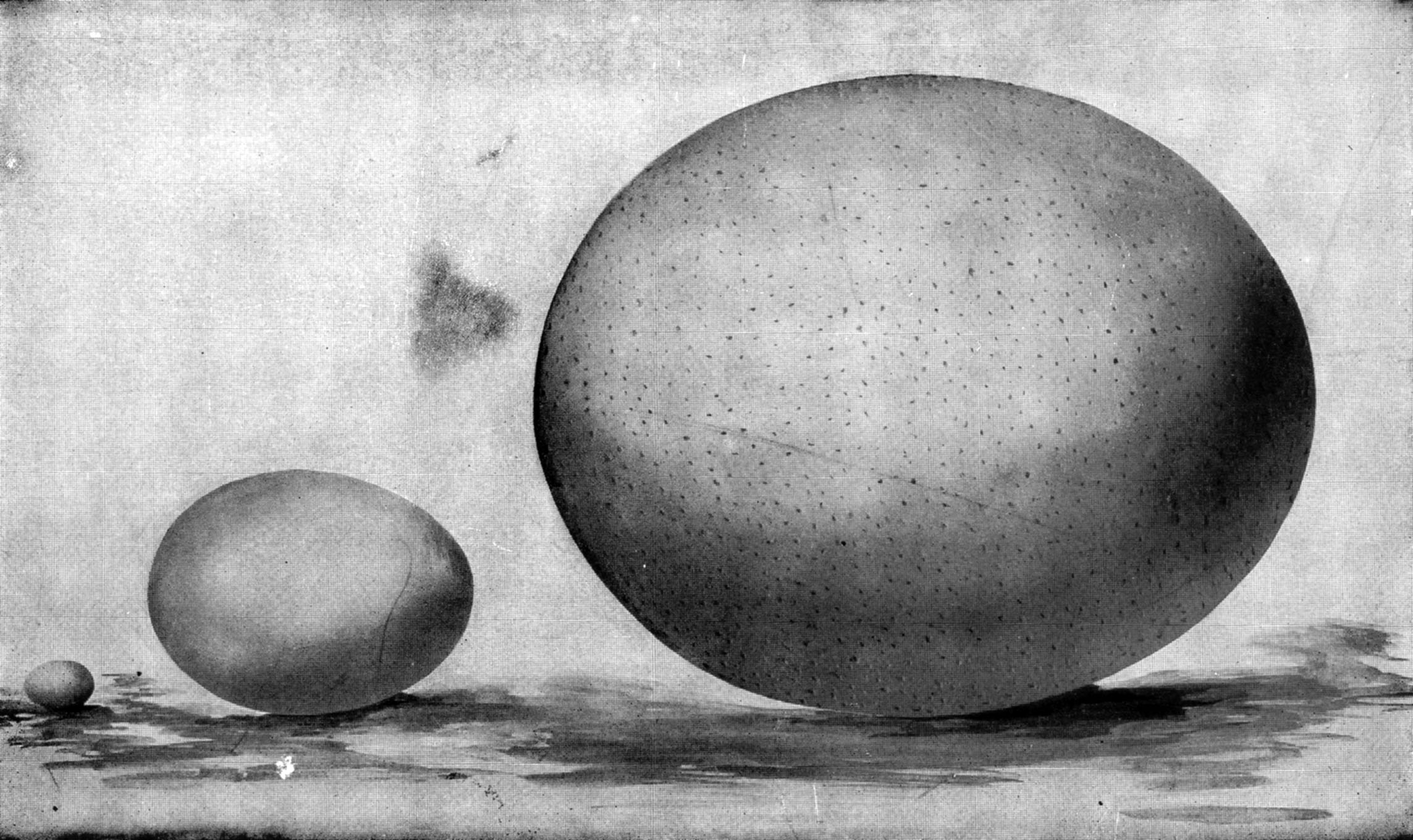
Velikost vejce: Kolibří, slepičí a pštrosí vejce

Velikost vejce se značně liší podle druhu – nejmenší vejce ze všech žijících ptáků snáší kolibřík – jeho vejce váží 0,25 g, naopak největší vejce ze všech žijících ptáků snáší pštros – má hmotnost 750 až 1600 gramů, rozměry cca 16×13 cm. Někteří vyhynulí dinosauři a Aepyornis měli ovšem vejce větší. Největší slepičí vejce na světě váží 169 gramů; toto vejce, které snesla slepice v německém Langwege, je asi trojnásobně větší než běžné vejce. Rozdíly jsou ovšem i v poměru hmotnosti ptáka ve srovnání s jeho vejcem – tak právě vejce kolibříka představuje asi 25 % hmotnosti ptáka, což je nejvíce mezi ptáky. Rovněž u ptáka kivi představuje vejce čtvrtinu hmotnosti těla, naopak pštrosí vejce váží jen 1 % hmotnosti dospělého jedince.

### Skořápka

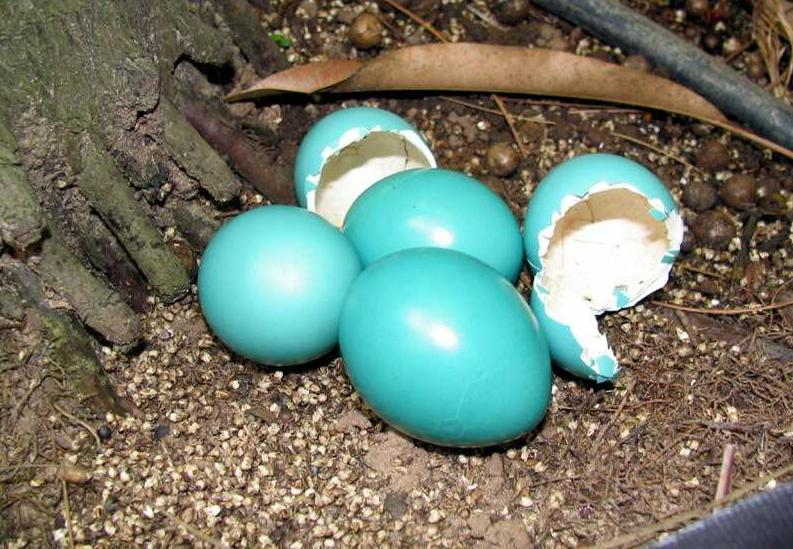
Vejce tinamy tečkované

Skořápka je vápenitý obal ptačího vejce. Bývá barevná (podle barvy prostředí), dostatečně silná aby unesla ptáka, který na ní sedí, ale zároveň dost tenká na to, aby se líhnoucí ptáče dokázalo z vejce proklovat a navíc pórovitá. Základními strukturálními součástmi skořápky jsou podskořápečné blány, vlastní skořápka a kutikula. Uváděné informace se týkají převážně slepičích vajec, o kterých existuje nejvíce informací. Sušina skořápky činí asi 98–99 %. Obsahuje kolem 2–5 % organických látek (glykoproteinový komplex, jehož množství se směrem k povrchu skořápky postupně snižuje) a 95–98 % anorganických látek (89–97 % uhličitanu vápenatého, až 2 % uhličitanu hořečnatého, 0,5–5% fosforečnanu vápenatého a hořečnatého). Čerstvá vejce jsou potažena solemi draslíku a sodíku, čehož se dá využít k rozpoznání stáří vajec.

#### Barva
U běžných plemen kura domácího odpovídá barva skořápky barvě ušnic. Slepice s bílými ušnicemi snášejí vejce bílá, slepice s červenými ušnicemi hnědá. Důvodem hnědého zbarvení skořápky je především protoporfyrin IX. Za zelenou až modrou barvu vajec (zejména stromových ptáků) je zodpovědný biliverdin, který funguje jako ochrana před UV-zářením.

### Vnitřní struktura
Přes tyto vnější odlišnosti je ovšem vnitřní struktura všech ptačích vajec víceméně stejná. Odlišnosti jsou především ve velikosti žloutku, který je u nekrmivých ptáků asi dvakrát objemnější než u krmivých – protože čerstvě vylíhlé ptáče musí přežít než si samo dokáže obstarat potravu.

### Chemické složení vejce
Uváděné informace se týkají převážně slepičích vajec, o kterých existuje nejvíce poznatků. Slepičí vejce obsahují velké množství vody, jejím největším zdrojem je bílek. Na složení sušiny se podílejí především bílkoviny a tuk. Bílkoviny jsou obsaženy hlavně v bílku a žloutku, kdežto tuky jsou soustředěny jenom ve žloutku. Obsah cukrů ve vejci je minimální. Minerální látky jsou obsaženy především ve skořápce, kdežto ve vaječné hmotě je jich velmi málo. Rozdíly v chemickém složení vajec jednotlivých druhů drůbeže nejsou velké. Složení vejce je však ovlivňováno plemenem, věkem drůbeže, úrovní a intenzitou snášky, ročním obdobím, podmínkami vnějšího prostředí, kvalitou a kvantitou krmení a řadou dalších faktorů, včetně zdravotního stavu.
Slepičí vejce (konkrétně žloutky) obsahují mnoho cholesterolu (424 mg/100 g vajec). Podle některých studií však tolik nepřispívají ke zvyšování krevního cholesterolu, jelikož navíc obsahují lecitin, který množství cholesterolu v krvi snižuje.
Tabulka udává dlouhodobě průměrný obsah živin, prvků, vitamínů a dalších nutričních parametrů zjištěných ve slepičích vejcích (průměr na celé vejce).
| Složka          | Jednotka | Průměrný obsah | Prvek (mg/100 g) | Průměrný obsah | Složka (mg/100g) | Průměrný obsah |
| --------------- | -------- | -------------- | ---------------- | -------------- | ---------------- | -------------- |
| voda            | g/100 g  | 75,1           | Na               | 140            | vitamin C        | 0              |
| bílkoviny       | g/100 g  | 12,5           | K                | 130            | vitamin D        | 0,0018         |
| tuky            | g/100 g  | 11,2           | Ca               | 57             | vitamin E        | 1,91           |
| cukry           | g/100 g  | stopy          | Mg               | 12             | vitamin B6       | 0,12           |
| celkový dusík   | g/100 g  | 2,01           | P                | 200            | vitamin B12      | 0,0025         |
| vláknina        | g/100 g  | 0              | Fe               | 1,9            | karoteny         | stopy          |
| mastné kyseliny | g/100 g  | 9,3            | Cu               | 0,08           | thiamin          | 0,09           |
| cholesterol     | mg/100 g | 391            | Zn               | 1,3            | riboflavin       | 0,47           |
| Se              | mg/100 g | 0,011          | I                | 0,053          | niacin           | 0,1            |
| energie         | kJ/100 g | 627            | Mn               | stopy          | Cl               | 160            |

## Organoleptické vlastnosti vajec
Čerstvě snesené vejce nemá žádnou specifickou vůni, ale po snesení může získat vlivem prostředí, ve kterém je skladováno, i nežádoucí pachy. Vejce proto nesmí být skladována s jinými produkty. Chuť vejce určuje více žloutek než bílek. Chuť je ovlivněna především krmivem. Někdy pozorovaná rybí chuť může být způsobena zkrmováním většího podílu rybí moučky, zvláště s vysokým obsahem tuku, ale i při nezkrmování rybí moučky. Za možné příčiny této rybí chuti se uvádějí produkty metabolismu bakterií (E. coli aj.), krmivo s vyšším obsahem mastných kyselin, betainu, porucha organismu nosnice metabolizovat trimetylamin či zkrmování většího množství řepkové moučky (>10 %) apod. Chuť připomínající seno se někdy zjišťuje u chladírenských vajec; bývá způsobena také metabolickými produkty bakterií, schopnými metabolismu při teplotě 0 °C (Pseudomonas spp.).

## Abnormality vajec
Při tvorbě vejce v pohlavních orgánech nosnice vznikají někdy ve srovnání s normálním průběhem různé tvarové i funkční změny, které se projevují i na kvalitě konzumních vajec. Vnitřní kvalita vajec může být narušena i při nezměněné snášce Tyto změny vznikají nejčastěji v důsledku poruch funkce vejcovodu z různých příčin – endogenních (zdravotní stav nosnic) i exogenních (bakterie, plísně, krmivo). Abnormální vejce jsou nepoživatelná, používají se jen jako surovina k technickému zpracování.
- Velká jednožloutková vejce snášejí nosnice občas; vznikají při dočasné poruše funkce vejcovodu. Taková vejce obsahují velké množství bílkovin (procházejí vejcovodem pomalu) a ohrožují při snášení pohlavní orgány nosnice.
- Trpasličí vejce (též pohádková nebo kohoutí vejce)[9] představují abnormálně malá vejce (10 g i méně). Vznikají často tím, že žloutek se po ovulaci nedostane do vejcovodu, nebo do vejcovodu pronikne jen malá část žloutku. Hormonální impuls však působí na žlázy vejcovodu a vylučovaný bílek je pak obalen papírovými blanami a skořápkou. Tato vejce většinou nemají žloutek. Nutno odlišit od tzv. kuřecích vajec, což jsou vejce produkovaná někdy nosnicemi na počátku snášky (hmotnost 35–45 g).
- Dvoužloutková nebo třížloutková vejce vznikají při krátkých časových úsecích mezi ovulacemi žloutků nebo při současné ovulaci 2–3 zralých folikulů. Vejcovodem potom prostupuje najednou více žloutků, přičemž mohou obdržet jeden bílkový obal, nebo má každý žloutek vlastní bílkový obal. Je-li interval mezi ovulacemi dvou žloutků dostatečný, může nosnice v průběhu 24 hodin snést dvě normální vejce.
- Vejce ve vejci vzniká tehdy, když již téměř hotové vejce je vrženo opačnou peristaltikou vejcovodu zpět až k nálevce, takže se opětovně obaluje vrstvou bílku a skořápky.
- Vejce s cizími tělísky vznikají v důsledku vniknutí cizích tělísek (kamínek, zrnko písku aj.) do vejcovodu kloakou v průběhu tvorby vejce (především při páření). Nejčastěji se cizí tělíska nacházejí v bílku, ale mohou nahrazovat i žloutek.
- Tuhé žloutky byly ojediněle pozorovány v určitých lokalitách. Žloutky měly konzistenci žloutku vejce na tvrdo uvařeného. Příčina nebyla zjištěna, pravděpodobně se jednalo o poruchu resorbce a využití vitamínů skupiny B.
- Krevní kroužek viditelný při prosvěcování vajec vzniká jako následek odumření zárodku, kdy oplozené vejce bylo inkubováno po dobu 1–2 dnů nebo skladováno v teplotě, která počáteční vývoj zárodečného terčíku umožnila.
- Krevní a masové skvrny se vyskytují ve žloutku i bílku a znehodnocují vejce. Výskyt krevních skvrn je závislý na pevnosti stěn kapilár vaječníku, na protrombinovém čase a krevním tlaku. Krevní skvrny na žloutku jsou krevní sraženiny, které vznikly krvácením při ovulaci (folikul praskne na jiném místě než je folikulární stigma). Vejce s krevní stopou na bílku vznikají tak, že se krev z prasklé cévy vejcovodu obalí bílkem. Vyšší výskyt skvrn se pozoruje u slepic těžšího typu. Nižší obsah vitamínu A v krmné směsi (pod 2400–3000 mj. /kg) zvyšuje jejich výskyt, stejně jako vyšší obsah vitamínu K. Proto zařazení krmiv s vyšším obsahem vitamínu K (vojtěšková moučka) může zvýšit počet vajec s masovými skvrnami. Snášení vajec s krevními skvrnami je u některých nosnic dědičné (h2 = 0,3–0,6). Masové skvrny jsou považovány za krevní skvrny pozměněné během průchodu vejce vejcovodem. Krevní skvrny vznikají pravděpodobně ve vaječníku před nebo po ovulaci. Masové skvrny mají buď hnědou barvu (pravděpodobně vznikají z krevních skvrn, ve kterých se hemoglobin oxidací změnil na hematin), nebo bílou barvu (vznikají i ve vejcovodu uvolněním řasy sliznice vejcovodu). Při vyšších teplotách, kdy krevní tlak je nižší, je nižší i výskyt krevních skvrn.
- Abnormality skořápky. Na povrchu vejce se mohou vyskytovat usazené shluky skořápkové hmoty nebo hrbolky; část povrchu nebo celá skořápka může být rýhovaná nebo pokryta vruby. Abnormality skořápky vznikají nahromaděním hmoty vaječných blan, matrix nebo kutikuly při tvorbě skořápky v děloze nebo zvýšenou sekrecí vápenné hmoty v děloze vejcovodu nebo zpomalením postupu vejce vejcovodem. Vroubkované nebo rýhované skořápky jsou náchylnější k prasknutí a způsobují podstatně rychlejší vysychání vajec při skladování. Další deformace skořápky mohou vznikat při různých onemocnění drůbeže (syndrom poklesu snášky, infekční bronchitida aj.). Trhliny ve skořápce jsou způsobovány nedostatečně silnou skořápkou, která neodolá mechanickým vlivům působících na ni během sběru vajec anebo jejich dopravy. Při prosvěcování vajec se pozoruje zeslabení skořápky ve formě trhlin, které však neporušují celistvost skořápky.
- Barevné abnormality. Olivové až hnědé zbarvení žloutku a jeho skvrnitost jsou způsobovány zkrmováním bavlníkového šrotu, který obsahuje gossypol. Přídavkem 0,5 % Fe2SO4 krmné směsi se tento nepříznivý účinek gossypolu ruší (vznikají komplexy iontu železa s gossypolem). Skvrnitost žloutku se někdy vyskytuje i u nosnic na počátku snášky, při zkrmování antikokcidika Nikarbazinu nebo při vyšším množství taninu v krmné dávce. Pravděpodobnou příčinou je změněná propustnost vitelinní membrány žloutku pro vodu a pronikání vody z bílku do žloutku při zvýšeném pH bílku. Voda se pak nerovnoměrně usazuje na vitelinní membráně.
- Růžové zbarvení bílku je porucha vyskytující se po zkrmování moučky z bavlníkových semen (obsah kyseliny cyklopropenové). Bílek má růžovou nebo oranžově červenou barvu, která se udržuje po určitou dobu po snesení.

## Mikrobiální změny ve vejci
Po prolomení všech ochranných bariér vejce může dojít k proniknutí bakterií do vaječného obsahu, k jejich pomnožení a enzymatickým působením mikroorganismů k pronikavým chemickým změnám vaječného obsahu – vznikají mikrobiální změny vajec. Nejčastěji formy mikrobiální zkázy vajec jsou:
- Černá hniloba je charakterizována neprůhledností vejce při prosvěcování. Uvnitř vejce se hromadí plyn a následkem toho vejce praskají; vaječný obsah odporně zapáchá. Žloutek bývá hnědavé barvy, tuhý. Bílek je řídký a žlutozelený. Příčinou bývají bakterie rodu Proteus.
- Červená hniloba se projevuje při prosvěcování červenou barvou žloutku a načervenalou barvou bílku. Řídký bílek obsahuje podobně jako podskořápečné blány načervenalé nebo žlutavé skvrny. Původcem bývají bakterie z rodu Pseudomonas.
- Zelená hniloba. Při prosvěcování nejsou změny, hlavně na začátku hniloby, nápadné. Typická je zelenavá barva bílku; žloutek zpočátku není postižen, později tuhne a tmavne. Charakteristický je nakyslý pach vaječného obsahu připomínající ovoce, sýry nebo zeleninu. Je vyvolávána bakteriemi rodu Pseudomonas.
- Bílá hniloba se jeví při prosvěcování jasně bílou barvou a žloutek je ve vejci pohyblivý. Z vaječného obsahu bývají izolovány nejčastěji bakterie rodu Pseudomonas.
- Senná vejce jsou nazývána ta, jejichž obsah vydává pach připomínající seno nebo trávu. Původcem bývají bakterie rodů Pseudomonas, Alcaligenes a Aerobacter.
- Smíšená hniloba bývá vyvolána bakteriemi Pseudomonas fluorescens, Micrococcus roseus, Micrococcus aureus, Serratia marcescens aj.
- Zakalené bílky bývají někdy znakem bakteriálního kažení, vyvolaného bakteriemi rodu Micrococcus a Sarcina. Někdy ale i bílek čerstvě sneseného vejce bývá zakalen zvýšenou koncentrací oxidu uhličitého
- Plesnivá vejce. Na povrchu skořápky nacházíme vždy spory plísní. Za vhodných podmínek (vlhkost a teplo) se vytváří na povrchu skořápky porosty plísní nebo prorůstají skořápkou a vytvářejí kruhovité kolonie, nejčastěji v místě vzduchové bubliny, které jsou při prosvěcování vajec dobře viditelné. Obsah vajíčka páchne po plísních.

## Cizorodé látky ve vejcích
Cizorodé látky se do vejce dostávají především prostřednictvím krmiva, medikovaného krmiva nebo napájecí vody nebo aplikací veterinárních přípravků drůbeži. Jedná se o látky organického nebo anorganického původu, které jsou používány v zemědělství jako herbicidy nebo insekticidy, případně jsou přidávány do krmiva nebo vody jako léčiva v preventivních nebo léčebných koncentracích. Přidávání různých léků jako antikokcidik nebo antibiotik je omezeno příslušnými předpisy a jsou používána pouze taková, která v organismu nevytváří rezidua. Přednost je dávána těm látkám, které se rychle z organismu vylučují nebo metabolizují na neškodné složky.
Léčiv, chemických, biologických a fyzikálních prostředků lze použít jen po souhlasu veterinárního lékaře, který zároveň nařídí provedení příslušných opatření, aby nedošlo k výskytu cizorodých látek v produkovaných vejcích.

## Epizootologický význam vajec
Nebezpečí přenosu infekce na člověka vejcem je mnohem menší než u jiných potravin.[zdroj?] Je to zejména proto, že vaječný obsah je chráněn skořápkou před kontaminací zvnějšku, takže v okamžiku snášky je zpravidla sterilní. K výjimkám dochází pouze v případě vertikálního přenosu některých mikroorganismů nebo po kontaminaci vejce po snesení v kontaminovaném prostředí či nedodržováním hygienických zásad při manipulaci s vejci nebo s vaječným obsahem.
Podle mechanismu přestupu mikroorganismů do vejce rozlišujeme transovariální přenos přímý (vertikální) a nepřímý.
Při některých onemocněních se mikroorganismy dostávají přímo z krve infikované nosnice do vaječníku a do tvořící se žloutkové koule (salmonely, mykobakterie). Žloutek může být také kontaminován kontaktem s membránami vzdušných vaků (mykoplasmata) při pronikání do infundibula vejcovodu; vaječný bílek pak patogeny lokalizovanými v bílkotvorných žlázách vejcovodu (retroviry aj.). Vejcovod je zpravidla sterilní, s výjimkou části blízko kloaky, navíc má prostředí vejcovodu baktericidní vlastnosti. Ve všech těchto případech se jedná o přímý (vertikální) transovariální přenos.
K nepřímému transovariálnímu přenosu infekce dochází při kontaminaci vejce zvenčí přes skořápku, ať již trusem při průchodu kloakou nebo stykem s vnějším prostředím (podestýlka). Některé mikroorganismy prorůstají aktivně přes neporušenou skořápku do vaječného obsahu (salmonely, plísně), jiné se zase mohou dostat dovnitř pasivně nasátím nebo přes mechanicky porušenou skořápku (praskliny, naklování skořápky), např. půdní bakterie. Někdy také mohou nastat ojediněle případy, kdy je vejcovod infikován zvenčí (pojímání kachen na rybníku, umělá inseminace apod.) a pak mohou mikroorganismu proniknout až do vaječného obsahu.

## Snůška
Výraz „snůška“ se nejčastěji používá v ornitologii a myslivosti; v drůbežnictví se používá termín „snáška“ (kladení vajec, ovipozice).
Velikost snášky (počet snesených vajec) se liší jak mezi ptačími druhy, tak i v rámci jednoho druhu v závislosti na přírodních podmínkách – aby pro vylíhnutá mláďata bylo možno zajistit dostatek potravy. Nadměrné množství vajec také může snadněji odhalit hnízdo predátorům. Vliv má také stáří ptáka (starší jedinci snášejí více vajec) a roční období (čím později pták zahnízdí, tím bývá snáška menší). Velikost snášky je částečně ovlivněna i geneticky.
Některé ptačí druhy snášejí jedno „pojistné“ vejce navíc – vylíhnuté mládě z něj je slabší a rodiče je zpravidla nechají uhynout, avšak pokud z nějakého důvodu uhyne silnější mládě, rodiče mají ještě jedno. To se uplatňuje například u tučňáků. U dravců se objevuje dokonce tzv. kainismus, kdy silnější z mláďat slabší usmrtí a někdy i sežere. V příhodných podmínkách ovšem rodiče odchovají oba sourozence.
Produkce vajec domácí drůbeže je výsledkem snášky, která vyjadřuje jak počet, tak i hmotnost a kvalitu vajec, které nosnice snesou za určité časové období. U konzumních vajec je někdy vhodnější vyjadřovat snášku podle produkce vaječné hmoty (podle počtu vajec a jejich hmotnosti), naopak u násadových vajec počtem vajec vhodných k nasazení. Charakteristickými ukazateli snášky jsou její intenzita a stálost (perzistence). Intenzitou snášky se rozumí počet po sobě snesených vajec (série) a délka intervalů mezi jednotlivými sériemi. Vyjadřuje se tzv. procentuální snáškou (počet vajec snesených za určité období). Průběh snášky se graficky vyjadřuje tzv. snáškovou křivkou.
Snáškový cyklus začíná snesením prvního vejce po dosažení pohlavní dospělosti samice drůbeže a končí pelicháním. Slepice snášejí vejce v sériích. Větší pauza ve snášce je fyziologicky způsobena pelicháním, kdy během 10–14 dní dochází k atrofii pohlavních orgánů; stejně rychle ale dochází k obnově jejich činnosti po ukončení pelichání. Snáškových cyklů může být několik (jejich počet a délka závisí na druhu domácí drůbeže). U slepic v intenzivních chovech trvá snáškový cyklus zpravidla jeden rok (10–12 měsíců), pouze v ojedinělých případech se slepice chovají po dobu dvou snáškových cyklů. Roční snáška u různých druhů drůbeže se orientačně pohybuje u slepic v rozmezí 240–360 vajec, kachen 150–290 vajec, krůt 100–150 vajec, hus 50–70 vajec a perliček 100–150 vajec.

## Označování vajec
V EU platí povinnost označování prodávaných vajec typem chovu, zemí původu a registračním číslem hospodářství. Označení zahrnuje text na obalu vajec a kód přímo na vejcích.
Příklad kódu: 1 CZ 6789
První číslice označuje způsob chovu nosnic:
- 0 – Vejce nosnic v ekologickém zemědělství (BIO)
- 1 – Vejce nosnic ve volném výběhu
- 2 – Vejce nosnic v halách (na podestýlce)
- 3 – Vejce nosnic v klecích

Další dvě písmena značí kód státu (dle ISO 3166-2), z kterého vejce pochází:
- CZ – Česko
- AT – Rakousko
- DE – Německo
- PL – Polsko
- SK – Slovensko

Poslední číslicí je registrační číslo hospodářství (vyhledávání pro CZ):
- 6789 – V tomto příkladu náhodně zvolené

## Hmotnostní třídy vajec
Velikost prodávaných vajec se pro prodejní účely rozděluji dle hmotnosti do čtyř skupin (tříd):
- S – velikost malá, hmotnost do 53 gramů
- M – velikost střední, hmotnost 53–63 gramů
- L – velikost velká, hmotnost 63–73 gramů
- XL – velikost velmi velká, hmotnost nad 73 gramů

Nejmenší vajíčka snáší nosnice na počátku snášky, váží 35–53 gramů a jsou označována písmenem S. První vajíčka od nosnic bývají po stránce kvalitativních parametrů nejlepší. Velikost vajec se se stárnutím nosnic zvětšuje. Obsah žloutku je ve vejcích přibližně stejný, ale s velikostí vajec se zvyšuje obsah bílku.
Ve snášce se vyskytuje 1–2 % abnormalit ve velikosti vajec: velmi velká vejce s hmotnosti 105–115 gramů (někdy i více). Tato výjimečná vejce obsahují většinou 2 až 3 žloutky.

## Zkamenělá vejce
V současnosti již paleontologové znají tisíce fosilních vajíček, a to od ryb, obojživelníků, plazů i ptáků. Největšími známými vajíčky byla fosilní vejce jakéhosi křídového teropodního oviraptorosaurního dinosaura z území Číny (Vnitřního Mongolska), dosahující délky až kolem 61 cm. Známá jsou také hnízdiště dinosaurů z období svrchní křídy. Původci těchto podlouhlých vajec kladli vajíčka do kruhových hnízd a pravděpodobně je pak do doby vylíhnutí chránili. Další obří dinosauří vejce jsou známá ze Severní Ameriky i Evropy. Po dlouhou dobu patřila největší známá vajíčka sauropodnímu dinosaurovi rodu Hypselosaurus – tato kulatá vejce mají rozměr fotbalového míče (průměr kolem 30 cm).
Největší dosud známá snůška vajec druhohorního dinosaura z Číny čítala 77 exemplářů. U dinosauřích vajec byla potvrzena přítomnost barev na skořápce, podobných jako u vajec současných ptáků. Ve fosilních vejcích titanosaurních sauropodů, starých 80 milionů let, byly objeveny stopy po původních aminokyselinách. Nejmenší známá fosilní dinosauří vajíčka byla objevena v Japonsku v sedimentech starých asi 110 milionů let. Měří pouze 2,5 x 4 cm a vážila zhruba 9,9 gramu. Fosilní vajíčka některých skupin dinosaurů byla pravděpodobně měkká a kožovitá, nikoliv pevná jako u současných ptáků. Moderní výzkumy za použití vyspělých technologií dokládají, že ve fosilních vejcích se v některých případech stále mohou zachovat původní proteiny a další organické molekuly.

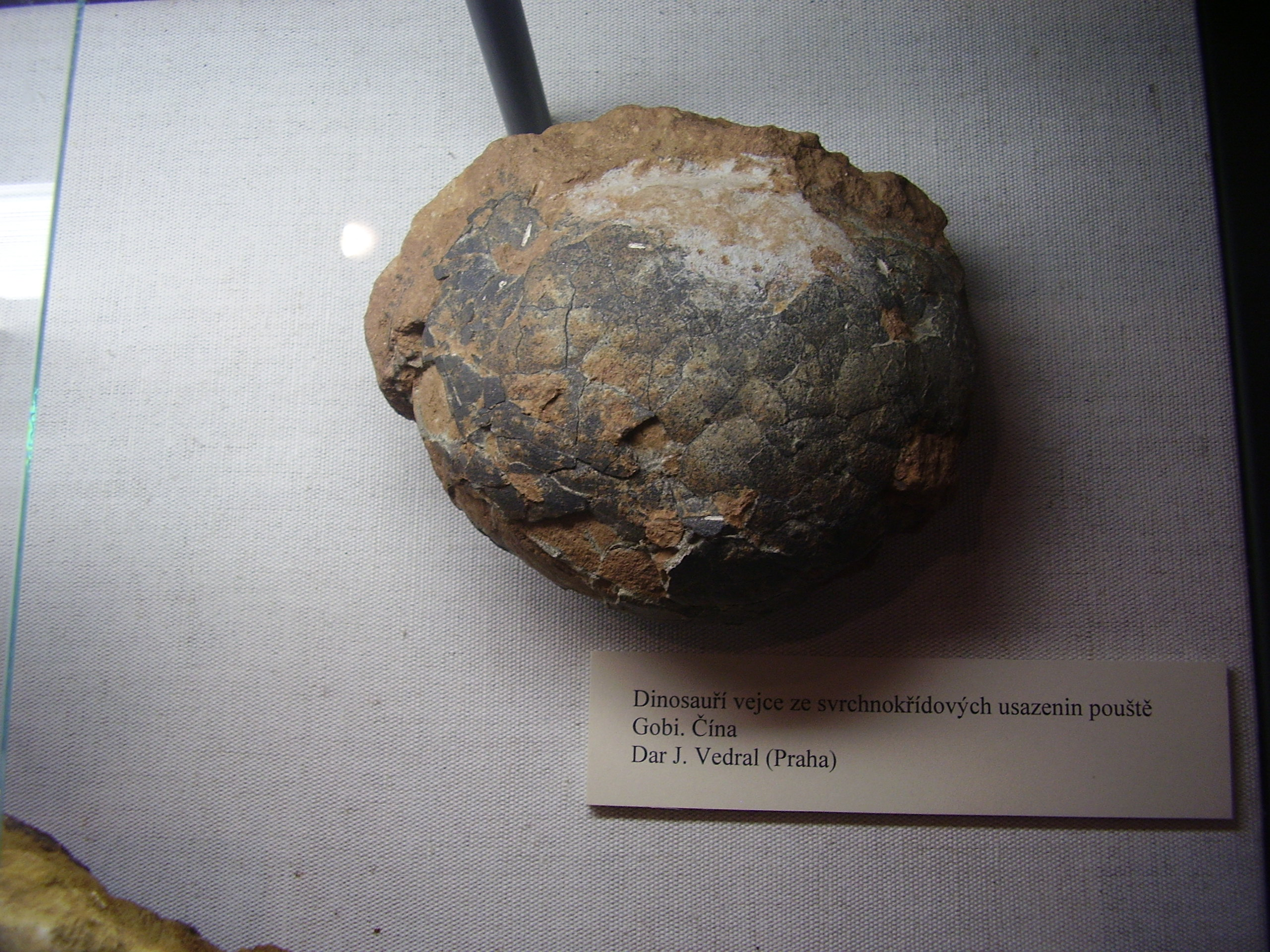
Zkamenělé vejce dinosaura z pouště Gobi, expozice Národního muzea v Praze (2007)
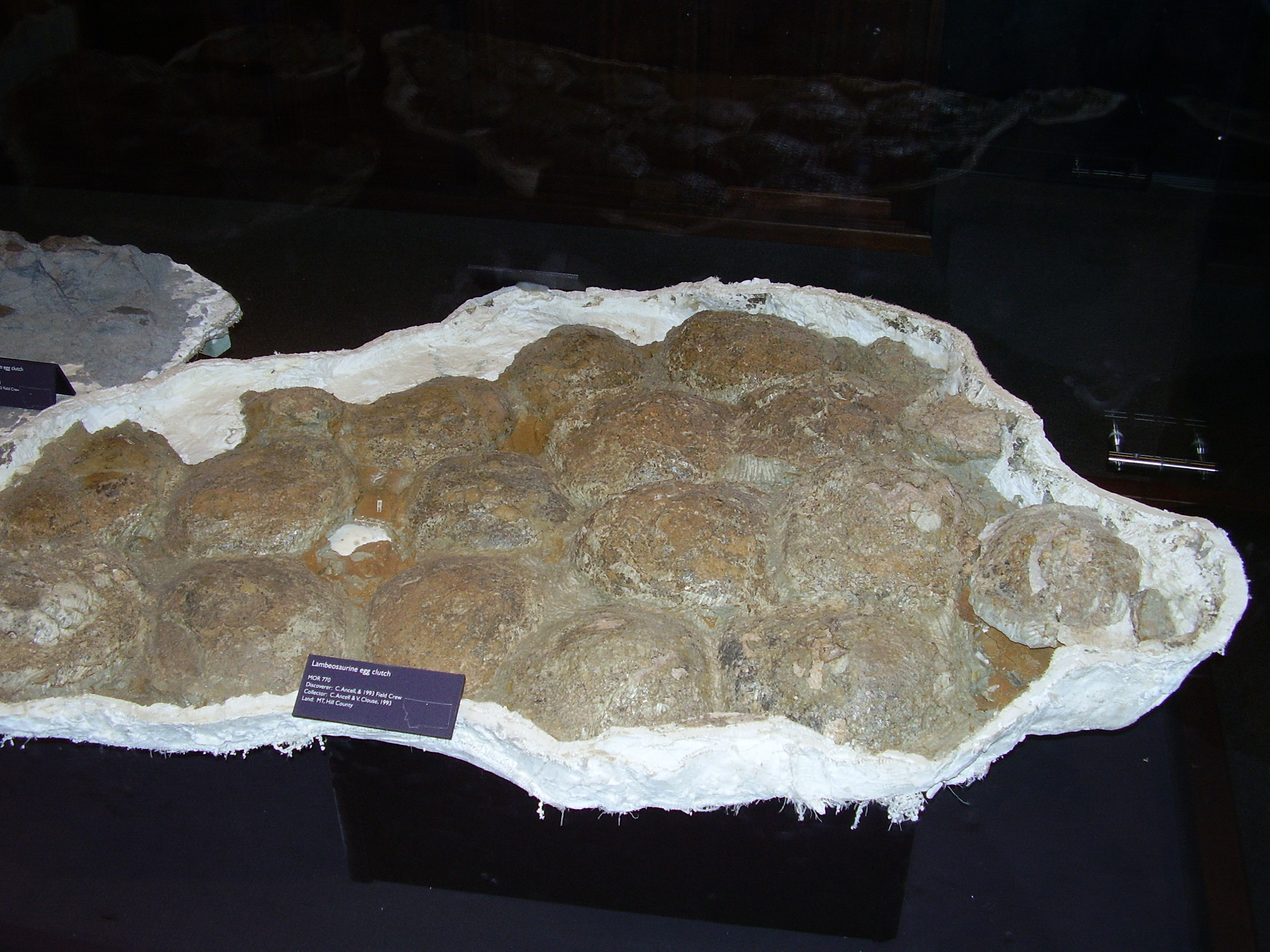
Hnízdo s fosilizovanými vajíčky kachnozobého dinosaura druhu Maiasaura peeblesorum v Museum of the Rockies, Bozeman, Montana (2009)